# Pavussu
Pavussu est une municipalité brésilienne située dans l'État du Piauí.